# Lee Van Cleef
Lee Van Cleef, pseudonimo di Clarence LeRoy Van Cleef Jr. (Somerville, 9 gennaio 1925 – Oxnard, 16 dicembre 1989), è stato un attore statunitense noto e apprezzato per i suoi ruoli in film western, soprattutto Per qualche dollaro in più e Il buono, il brutto, il cattivo di Sergio Leone.

## Biografia
Van Cleef nacque a Somerville, nel New Jersey, il 9 gennaio del 1925, figlio di Clarence LeRoy Van Cleef Sr. e di Marion Lavinia Van Fleet, ambedue d'origini olandesi. Nel 1942, all'età di diciassette anni, Clarence si arruolò nella marina degli Stati Uniti durante la seconda guerra mondiale, per poi, al termine del conflitto, intraprendere la carriera di attore dopo una breve esperienza di ragioniere. Il suo primo film fu il western Mezzogiorno di fuoco di Fred Zinnemann, nel quale ebbe il ruolo di uno dei tre compari di Frank Miller (in questo film non pronuncia neanche una battuta). Nel 1956, ebbe una parte iniziale nel film Sfida all'O.K. Corral, ed è presente, nel 1958, nel film western Bravados, con protagonista Gregory Peck. Fino a circa la metà degli anni sessanta, Van Cleef non andò oltre piccoli ruoli in film di ogni genere, con apparizioni fugaci e spesso senza pronunciare alcuna battuta.

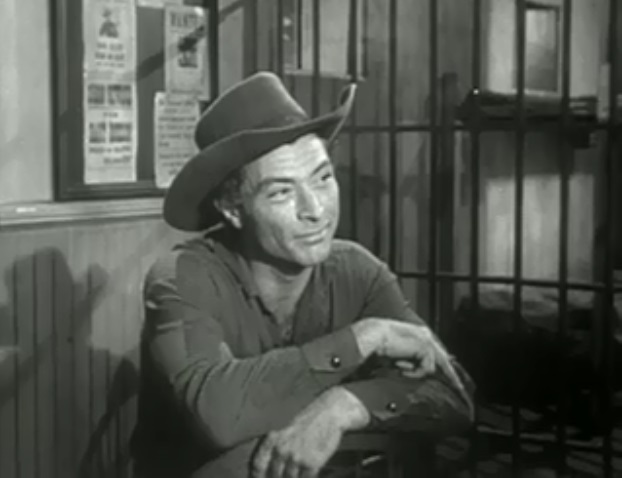
Lee Van Cleef nel film Lungo il fiume rosso (1957) di Albert C. Gannaway

Fu solo nel 1964 che la sua carriera ebbe una svolta: Sergio Leone si ricordò di lui mentre era alla ricerca di un attore per il ruolo del colonnello Douglas Mortimer in Per qualche dollaro in più. All'epoca, Van Cleef era a un punto morto della propria carriera, con problemi di dipendenza dall'alcool e dal fumo, e per vivere si dedicava alla pittura, dalla quale ricavava cifre modeste. In un'intervista dichiarò che in quel periodo non poteva pagare nemmeno la bolletta del telefono. L'incontro con il regista romano fu la svolta che diede inizio a una nuova vita per Van Cleef e a una lunga carriera in Italia. La sua collaborazione con Leone continuò anche con Il buono, il brutto, il cattivo (1966), nel ruolo di Sentenza "Il cattivo": egli apparve dunque in due dei tre film della cosiddetta trilogia del dollaro firmata da Sergio Leone, diventando un'icona degli spaghetti-western.
Il successo dei due film lanciò la sua carriera in Italia e in misura minore negli Stati Uniti. Negli anni sessanta e settanta lavorò soprattutto in Europa in film di genere, alcuni divenuti veri cult, come La resa dei conti (1966), I giorni dell'ira (1967), Da uomo a uomo (1967), Al di là della legge (1968), Ehi amico... c'è Sabata. Hai chiuso! (1969), Barquero (1970), È tornato Sabata... hai chiuso un'altra volta! (1971), Capitan Apache (1971), E continuavano a fregarsi il milione di dollari (1971), I magnifici sette cavalcano ancora (1972), Il grande duello (1972), Diamante Lobo (1976).
Alcuni dei suoi ultimi ruoli di rilievo furono, nel cult 1997: Fuga da New York (1981) di John Carpenter, con Kurt Russell ed Ernest Borgnine, e nel drammatico The Octagon (1979), con Chuck Norris. Il regista John Carpenter permise a Van Cleef di tenere il suo orecchino, indossato al di fuori delle scene, per il ruolo di Bob Hauk in 1997: Fuga da New York, giustificandolo, nella versione romanzata del film, come un simbolo fatto proprio dal personaggio per essere sopravvissuto all'assedio di Leningrado. Gli ultimi anni lo videro tra i protagonisti in pellicole di produzione italo-tedesca, dei film d'azione di serie B diretti dall'artigiano del cinema Antony M. Dawson (pseudonimo di Antonio Margheriti) e che rifacevano il verso alla serie avventurosa di Indiana Jones. 
Un'ultima serie di telefilm dal discreto successo interpretata da Van Cleef, a metà degli anni ottanta, fu The Master, in cui impersonava un veterano della guerra di Corea, maestro di ninjutsu.

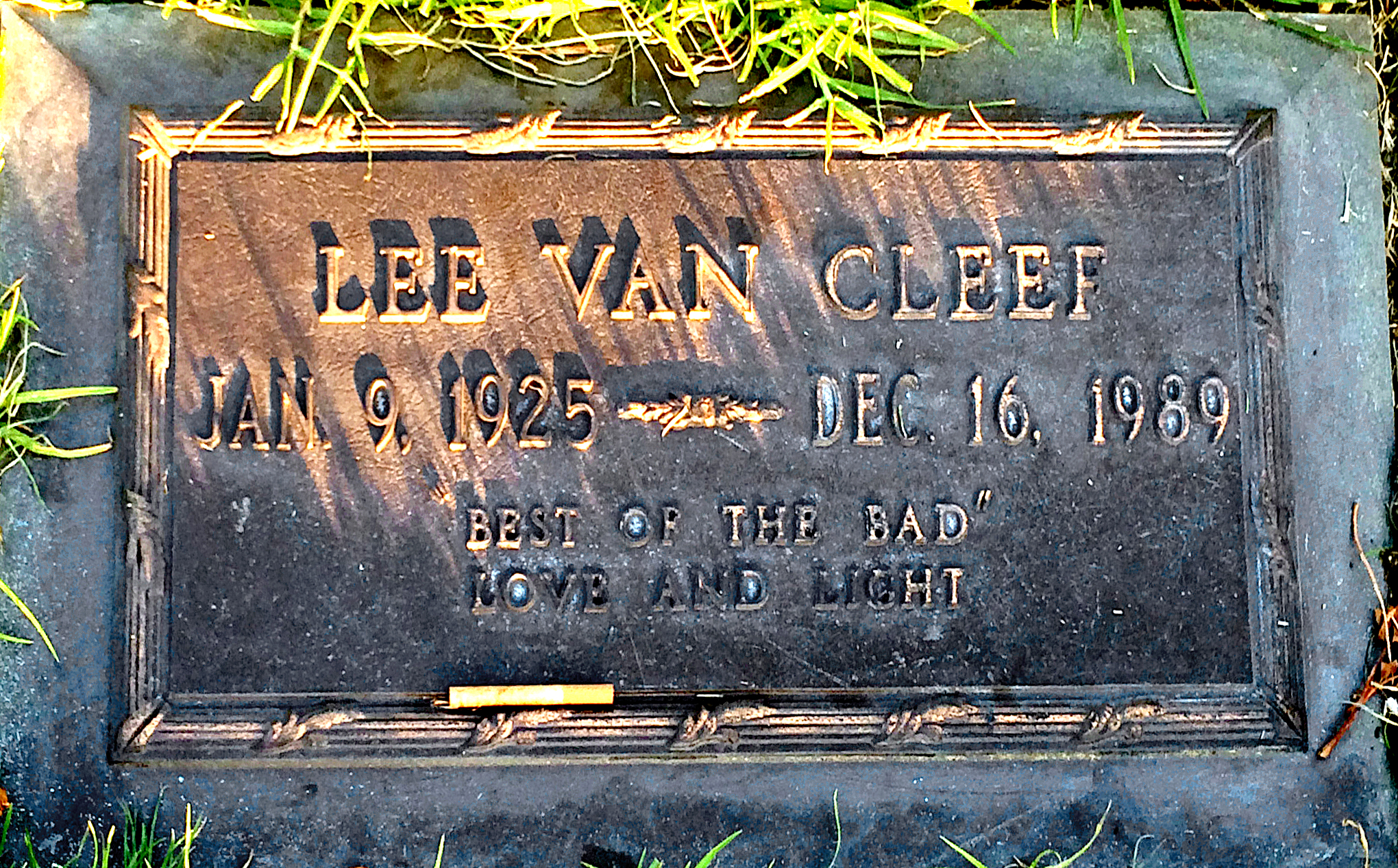
Tomba al Forest Foresta Lawn Memorial Park di Hollywood Hills, a Los Angeles (California)

Affetto sin dagli anni settanta da problemi cardiaci, nei primi anni ottanta fu sottoposto all'impianto di un pacemaker, ma continuò la sua attività. Soffrì anche di un tumore alla gola. Pochi giorni prima di morire, nel 1989, tornò sul set nei suoi storici panni di pistolero a girare uno spot pubblicitario per la birra Bavaria. Attorno alle 23:40 di sabato 16 dicembre, nella sua casa di Oxnard, California, venne colto da un infarto; prontamente portato al St. John's Regional Medical Center, non sopravvisse. Venne sepolto nel cimitero Forest Lawn Memorial Park di Hollywood Hills, a Los Angeles.

## Vita privata
Dalla nascita aveva un occhio di colore verde e l'altro di colore blu; questa caratteristica, chiamata eterocromia, veniva camuffata in tutti i suoi film, ma in Il buono, il brutto, il cattivo è possibile notarlo grazie ai frequenti primi piani. In questo stesso film, nella scena dello scontro a fuoco finale, è anche possibile vedere la mancanza di parte della falange distale del dito medio della mano destra.
Van Cleef si sposò tre volte. Il primo matrimonio fu nel 1943 con Patsy Ruth, dalla quale ebbe tre figli, Deborah, Alan e David. Nel 1960 ottenne il divorzio per poi risposarsi, nello stesso anno, con Joan Drane. Nel 1974 ottenne il divorzio dalla Drane e due anni dopo si sposò con Barbara Havelone, con la quale rimase fino alla sua morte nel 1989.

## Omaggi e citazioni
- Lee Van Cleef è stato di ispirazione a Leo Ortolani, autore della serie di fumetti Rat-Man, per il personaggio del direttore di carcere Hauk, uno dei protagonisti della sottoserie Quadrilogia di Dio.
- Nei titoli di coda del film di Quentin Tarantino Kill Bill: Volume 2, del 2004, compare il nome di Van Cleef, accanto a quello di Sergio Leone.
- Il personaggio del film Rango Jake Sonagli ha le fattezze di Sentenza, il personaggio interpretato da Van Cleef in Il buono, il brutto, il cattivo.
- Van Cleef ha ispirato anche le fattezze del pistolero Revolver Ocelot nella saga di Metal Gear Solid e di Old Snake in Metal Gear Solid 4: Guns of the Patriots.
- I Primus nel loro album Green Naugahyde intitolano un loro brano proprio Lee Van Cleef.
- I Baustelle lo citano nel loro brano Spaghetti Western, contenuto nel disco Amen: “Lee Van Cleef è morto / È morto Volonté / I nostri imprenditori sono esperti / Il mondo è quel che è”.
- Lee Van Cleef e Sentenza sono omaggiati nel gioco da tavolo Bang!, essendo due dei personaggi giocabili chiamati Lee Van Kliff e Slab the Killer (la cui illustrazione ricorda molto le fattezze dell'antagonista de Il buono, il brutto, il cattivo), rispettivamente presenti nell'espansione Wild West Show e nel gioco originale.
- Nei fumetti di Lucky Luke il cacciatore di taglie Elliot Belt ha le fattezze di Lee Van Cleef. Nella serie animata Le nuove avventure di Lucky Luke viene rinominato Roy "Serpente a Sonagli"; lui, Lucky Luke e un ranchero hanno un duello a tre che fa il verso al celebre triello de Il buono, il brutto, il cattivo.

## Filmografia

### Cinema
- Mezzogiorno di fuoco (High Noon), regia di Fred Zinnemann (1952)
- La frontiera indomita (Untamed Frontier), regia di Hugo Fregonese (1952)
- Il quarto uomo (Kansas City Confidential), regia di Phil Karlson (1952)
- Il diario di un condannato (The Lawless Breed), regia di Raoul Walsh (1953)
- Il ritorno dei vendicatori (The Bandits of Corsica), regia di Ray Nazarro (1953)
- White Lightning, regia di Edward Bernds (1953)
- Il risveglio del dinosauro (The Beast from 20,000 Fathoms), regia di Eugène Lourié (1953)
- Arena, regia di Richard Fleischer (1953)
- Squadra omicidi (Vice Squad), regia di Arnold Laven (1953)
- Jack Slade l'indomabile (Jack Slade), regia di Harold D. Schuster (1953)
- Le frontiere dei Sioux (The Nebraskan), regia di Fred F. Sears (1953)
- I senza legge (Tumbleweed), regia di Nathan Juran (1953)
- Zingaro (Gypsy Colt), regia di Andrew Marton (1954)
- Gli avvoltoi della strada ferrata (Rails Into Laramie), regia di Jesse Hibbs (1954)
- La freccia nella polvere (Arrow In the Dust), regia di Lesley Selander (1954)
- L'ascia di guerra (The Yellow Tomahawk), regia di Lesley Selander (1954)
- La principessa del Nilo (Princess of the Nile), regia di Harmon Jones (1954) – non accreditato
- Desperado (The Desperado), regia di Thomas Carr (1954)
- Alba di fuoco (Dawn at Socorro), regia di George Sherman (1954)
- Il tesoro della montagna rossa (Treasure of Ruby Hills), regia di Frank McDonald (1955)
- La banda dei dieci (Ten Wanted Men), regia di H. Bruce Humberstone (1955)
- La polizia bussa alla porta (The Big Combo), regia di Joseph H. Lewis (1955)
- G-Men: evaso 50574 (I Cover the Underworld), regia di R.G. Springsteen (1955)
- Sangue di Caino (The Road to Denver), regia di Joseph Kane (1955)
- Brooklyn chiama polizia (The Naked Street), regia di Maxwell Shane (1955) –non accreditato
- Gli ostaggi (A Man Alone), regia di Ray Milland (1955)
- Sakiss, vendetta indiana (The Vanishing American), regia di Joseph Kane (1955)
- L'uomo senza paura (Man Without a Star), regia di King Vidor (1955)
- Il conquistatore (The Conqueror), regia di Dick Powell (1956)
- La legge del capestro (Tribute to a Bad Man), regia di Robert Wise (1956)
- Il conquistatore del mondo (It Conquered the World), regia di Roger Corman (1956)
- Mezzogiorno di... fifa (Pardners), regia di Norman Taurog (1956)
- I gangster non perdonano (Accused of Murder), regia di Joseph Kane (1956)
- Una pistola tranquilla (The Quiet Gun), regia di William F. Claxton (1957)
- Sceriffo federale (The Badge of Marshal Brennan), regia di Albert C. Gannaway (1957)
- La porta della Cina (China Gate), regia di Samuel Fuller (1957)
- Sfida all'O.K. Corral (Gunfight at the O.K. Corral), regia di John Sturges (1957)
- L'uomo solitario (The Lonely Man), regia di Henry Levin (1957)
- La maschera nera di Cedar Pass (The Last Stagecoach West), regia di Joseph Kane (1957)
- Il ritorno di Joe Dakota (Joe Dakota), regia di Richard Bartlett (1957)
- Il segno della legge (The Tin Star), regia di Anthony Mann (1957)
- Pistolero senza onore (Gun Battle at Monterey), regia di Sidney Franklin Jr. e Carl K. Hittleman (1957)
- Lungo il fiume rosso (Raiders of Old California), regia di Albert C. Gannaway (1957)
- La legge del fucile (Day of the Bad Man), regia di Harry Keller (1958)
- I giovani leoni (The Young Lions), regia di Edward Dmytryk (1958)
- Bravados (The Bravados), regia di Henry King (1958)
- Machete, regia di Kurt Neumann (1958)
- La banda di Las Vegas (Guns, Girls, and Gangsters), regia di Edward L. Cahn (1959)
- L'albero della vendetta (Ride Lonesome), regia di Budd Boetticher (1959)
- La squadra infernale (Posse from Hell), regia di Herbert Coleman (1961)
- L'uomo che uccise Liberty Valance (The Man Who Shot Liberty Valance), regia di John Ford (1962)
- La conquista del West (How the West Was Won), regia di John Ford, Henry Hathaway, George Marshall (1962) – non accreditato
- Per qualche dollaro in più, regia di Sergio Leone (1965)
- Il buono, il brutto, il cattivo, regia di Sergio Leone (1966)
- La resa dei conti, regia di Sergio Sollima (1966)
- I giorni dell'ira, regia di Tonino Valerii (1967)
- Da uomo a uomo, regia di Giulio Petroni (1967)
- Al di là della legge, regia di Giorgio Stegani (1968)
- Commandos, regia di Armando Crispino (1968)
- Ehi amico... c'è Sabata. Hai chiuso!, regia di Gianfranco Parolini (1969)
- El Condor, regia di John Guillermin (1970)
- Barquero, regia di Gordon Douglas (1970)
- È tornato Sabata... hai chiuso un'altra volta!, regia di Gianfranco Parolini (1971)
- Capitan Apache (Captain Apache), regia di Alexander Singer (1971)
- E continuavano a fregarsi il milione di dollari (Bad Man's River), regia di Eugenio Martín (1971)
- I magnifici sette cavalcano ancora (The Magnificent Seven Ride!), regia di George McCowan (1972)
- Il grande duello, regia di Giancarlo Santi (1972)
- Dio, sei proprio un padreterno!, regia di Michele Lupo (1973)
- Là dove non batte il sole, regia di Antonio Margheriti (1974)
- La parola di un fuorilegge... è legge! (Take a Hard Ride), regia di Antonio Margheriti (1975)
- Controrapina (The Rip Off), regia di Antonio Margheriti (1975)
- Diamante Lobo, regia di Frank Kramer (1976)
- L'uomo di Santa Cruz (Kid Vengeance), regia di Joseph Manduke (1977)
- Quel pomeriggio maledetto, regia di Mario Siciliano (1977)
- The Octagon, regia di Eric Karson (1980)
- 1997: Fuga da New York (Escape from New York), regia di John Carpenter (1981)
- Killing Machine, regia di José Antonio de la Loma (1984)
- Arcobaleno selvaggio (Code Name: Wild Geese), regia di Antonio Margheriti (1985)
- La leggenda del rubino malese, regia di Antonio Margheriti (1985)
- Risposta armata (Armed Response), regia di Fred Olen Ray (1986)
- Il triangolo della paura (Der Commander), regia di Antonio Margheriti (1988)
- Thieves of Fortune, regia di Michael MacCarthy (1989)
- La corsa più pazza del mondo 2 (Speed Zone!), regia di Jim Drake (1989)

### Televisione
- Le inchieste di Boston Blackie (Boston Blackie) – serie TV, episodi 2x05-2x10 (1952)
- TV Reader's Digest – serie TV, episodio 1x13 (1955)
- The Star and the Story – serie TV, episodio 1x23 (1955)
- Penna di Falco, capo cheyenne (Brave Eagle) – serie TV, episodio 1x12 (1955)
- Le avventure di Campione (The Adventures of Champion) – serie TV, episodio 1x02 (1955)
- Wire Service – serie TV, episodio 1x05 (1956)
- Crossroads – serie TV, episodio 2x05 (1956)
- General Electric Theater – serie TV, episodio 6x03 (1957)
- Zorro – serie TV, episodio 2x01 (1958)
- Target – serie TV, episodio 1x17 (1958)
- Yancy Derringer – serie TV, episodio 1x30 (1959)
- Lo sceriffo indiano (Law of the Plainsman) – serie TV, episodio 1x12 (1959)
- Cimarron City – serie TV, episodio 1x25 (1959)
- Ricercato vivo o morto (Wanted: Dead or Alive) – serie TV, episodio 2x06 (1959)
- The Rifleman – serie TV, 4 episodi (1959-1962)
- June Allyson Show (The DuPont Show with June Allyson) – serie TV, episodio 1x20 (1960)
- The Alaskans – serie TV, episodio 1x21 (1960)
- Mr. Lucky – serie TV, episodio 1x33 (1960)
- The Slowest Gun in the West, regia di Herschel Daugherty – film TV (1960)
- Bonanza – serie TV, episodio 2x15 (1960)
- Indirizzo permanente (77 Sunset Strip) – serie TV, episodi 3x01-6x07 (1960-1963)
- Gunsmoke – serie TV (1960-1966)
- Ai confini della realtà (The Twilight Zone) – serie TV, episodio 3x07 (1961)
- Carovana (Stagecoach West) – serie TV, episodio 1x28 (1961)
- Hawaiian Eye – serie TV, episodio 2x24 (1961)
- Maverick – serie TV, episodio 4x25 (1961)
- Ripcord – serie TV, episodi 1x16-2x24 (1962-1963)
- Have Gun - Will Travel – serie TV, episodi 6x16-6x32 (1962-1963)
- Dakota (The Dakotas) – serie TV, episodio 1x05 (1963)
- The Dick Powell Show – serie TV, episodio 2x24 (1963)
- The Travels of Jaimie McPheeters – serie TV, episodio 1x13 (1963)
- Gli uomini della prateria (Rawhide) – serie TV, episodi 7x02-7x03 (1964)
- Luke and the Tenderfoot, regia di Herman Hoffman e Montgomery Pittman – film TV (1965)
- Branded – serie TV, episodio 2x08 (1965)
- Non c'è posto per nascondersi (Nowhere to Hide), regia di Jack Starrett – film TV (1977)
- Un mestiere difficile (The Hard Way), regia di Michael Dryhurst – film TV (1979)
- Master (The Master) – serie TV, 13 episodi (1985)

## Doppiatori italiani
- Renato Turi ne Il diario di un condannato, Il risveglio del dinosauro, Gli avvoltoi della strada ferrata, La freccia nella polvere, La banda dei dieci, Sfida all'O.K. Corral, L'uomo solitario, Il ritorno di Joe Dakota, Il segno della legge, La legge del fucile, I giovani leoni, La resa dei conti, Ehi amico... c'è Sabata, hai chiuso!, El Condor, Barquero, È tornato Sabata... hai chiuso un'altra volta!, Capitan Apache, Là dove non batte il sole, Diamante Lobo, Arcobaleno selvaggio, La leggenda del rubino malese
- Emilio Cigoli in Per qualche dollaro in più, Il buono, il brutto, il cattivo, I giorni dell'ira, Da uomo a uomo, Al di là della legge, Commandos, I magnifici sette cavalcano ancora, Il grande duello
- Bruno Persa ne La frontiera indomita, La principessa del Nilo, Bravados, L'albero della vendetta
- Sergio Graziani ne L'uomo che uccise Liberty Valance, Dio, sei proprio un padreterno!, La parola di un fuorilegge... è legge!
- Manlio Busoni ne I senza legge, La legge del capestro
- Pino Locchi ne La polizia bussa alla porta, La porta della Cina
- Sergio Tedesco in Lungo il fiume rosso, La squadra infernale
- Gualtiero De Angelis in Zingaro
- Stefano Sibaldi ne Gli ostaggi
- Riccardo Mantoni ne La conquista del West
- Giuseppe Rinaldi in E continuavano a fregarsi il milione di dollari
- Rino Bolognesi in Quel pomeriggio maledetto
- Gianni Musy in 1997: Fuga da New York
- Vittorio Di Prima ne Il triangolo della paura
- Giorgio Gusso ne La corsa più pazza del mondo 2